# Đạo Đức (thị trấn)
Đạo Đức là một thị trấn thuộc huyện Bình Xuyên, tỉnh Vĩnh Phúc, Việt Nam.

## Địa lý
Thị trấn Đạo Đức nằm ở phía đông nam huyện Bình Xuyên, có vị trí địa lý:
- Phía đông giáp thành phố Phúc Yên
- Phía tây giáp xã Tân Phong và xã Phú Xuân
- Phía nam giáp thành phố Hà Nội
- Phía bắc giáp thị trấn Hương Canh và xã Sơn Lôi.

Thị trấn Đạo Đức có diện tích 9,44 km², dân số năm 2019 là 14.543 người, mật độ dân số đạt 1.541 người/km².
Địa hình thị trấn tương đối bằng phẳng, có sông Cà Lồ chảy qua, giao thông khá thuận lợi, có quốc lộ 2 đi qua. Đặc biệt, thị trấn là điểm cuối của tuyến đường trục đô thị Mê Linh bắt đầu từ huyện Đông Anh.

## Lịch sử
Trước đây, Đạo Đức là một xã thuộc huyện Bình Xuyên.
Ngày 10 tháng 1 năm 2020, Ủy ban Thường vụ Quốc hội ban hành Nghị quyết số 868/NQ-UBTVQH14 về việc sắp xếp các đơn vị hành chính cấp xã thuộc tỉnh Vĩnh Phúc (nghị quyết có hiệu lực từ ngày 1 tháng 2 năm 2020). Theo đó, thành lập thị trấn Đạo Đức trên cơ sở toàn bộ 9,44 km² diện tích tự nhiên và 14.543 người của xã Đạo Đức.
Ngày 12 tháng 3 năm 2020, chuyển 18 thôn thuộc thị trấn Đạo Đức thành 18 tổ dân phố có tên tương ứng.

## Hành chính
Thị trấn Đạo Đức được chia thành 18 tổ dân phố: Bãi Kếu, Chùa, Đại Phúc 1, Đại Phúc 2, Đông Đoài, Giữa, Hưởng Lộc, Kếu, Kiền Sơn, Nhân Vực, Tây Trại, Thượng Đức, Trại, Trại Dật, Trại Giữa, Trại Ngoài, Trại Trong, Vườn Quan.